# Sanlitun

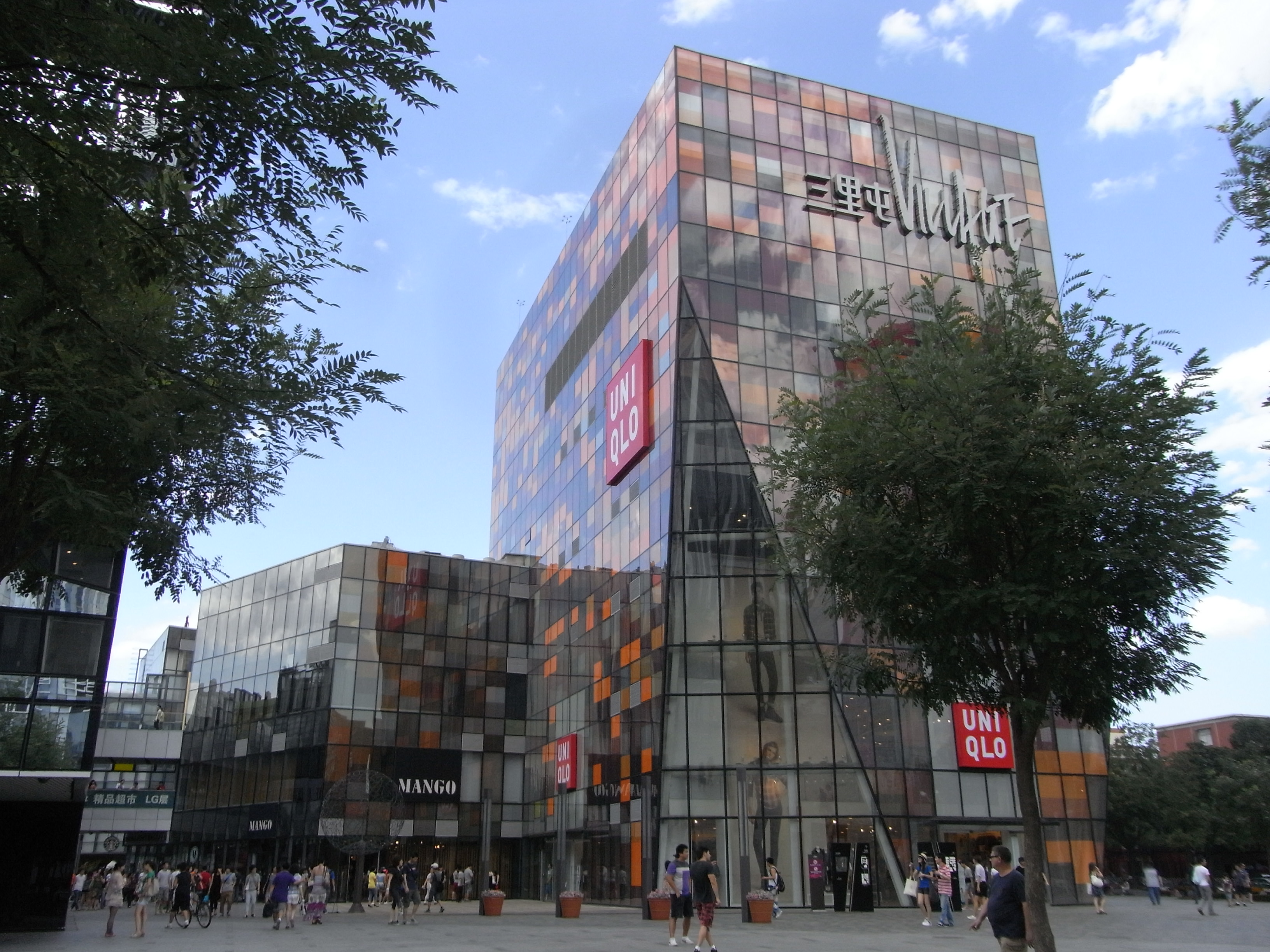
Sanlitun

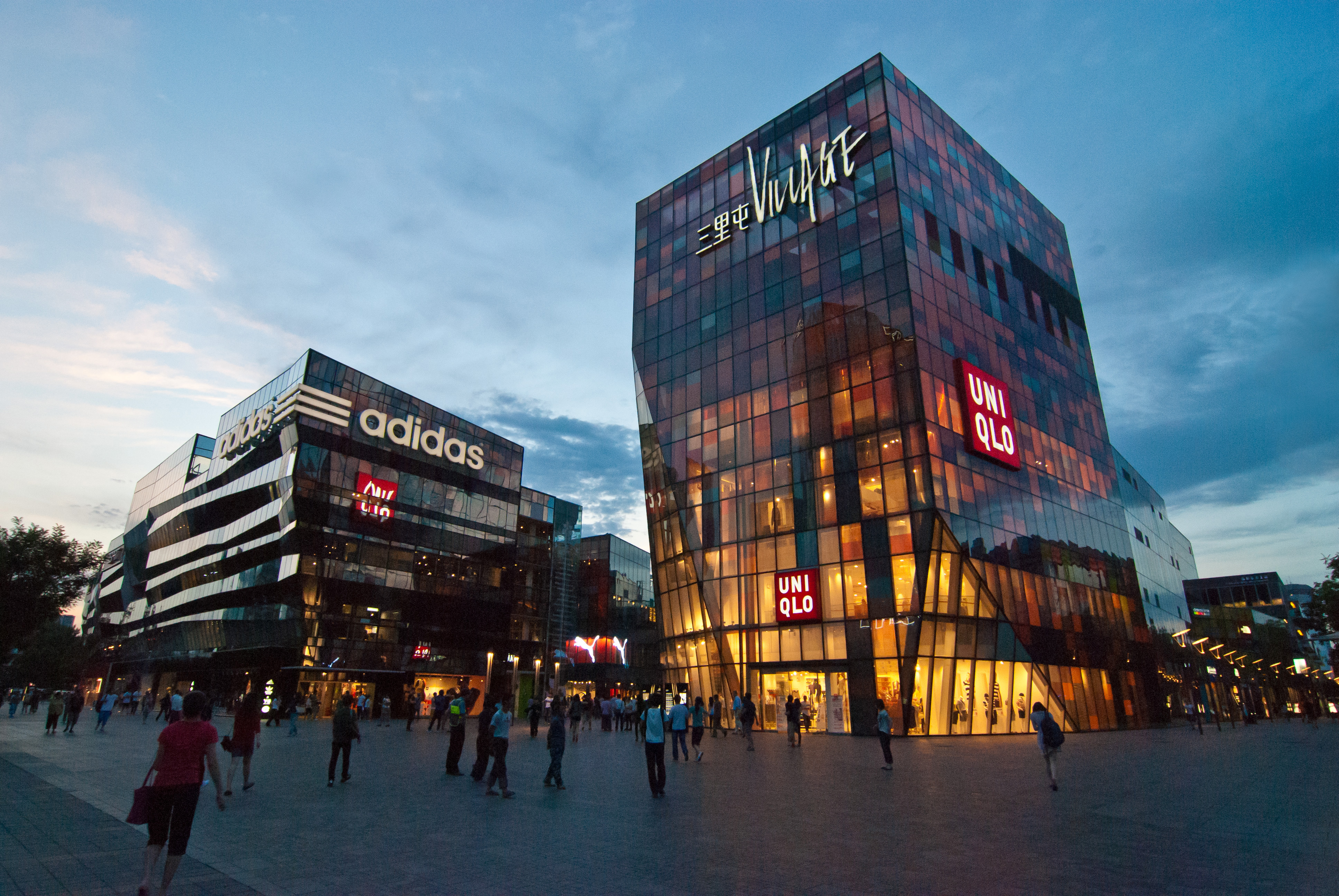
Sanlitun am Abend

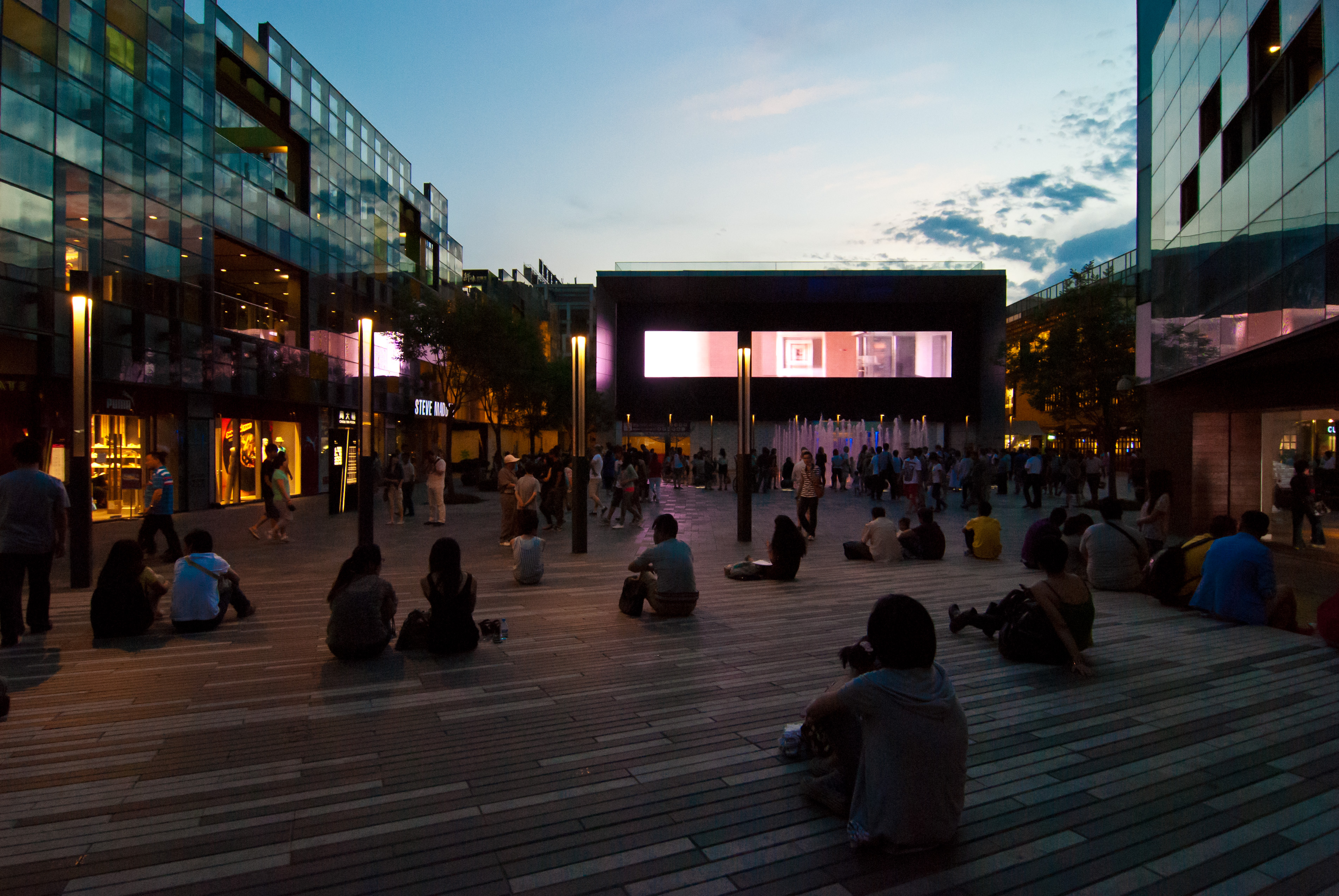
Nachtleben an einem der öffentlichen Plätze

Sanlitun (chinesisch 三里屯, Pinyin sān lǐ tún) ist ein Straßenviertel des Stadtbezirks Chaoyang im Osten der chinesischen Hauptstadt Peking. Die Fläche beträgt 3,177 Quadratkilometer und die Einwohnerzahl 35.394 (Stand: Zensus 2010).
In Sanlitun befand sich eine Bar- und Kneipenstraße, die trotz mehrerer Androhungen der Schließung bei jungen Leuten und ausländischen Touristen sehr beliebt war.
Das ehemalige Barviertel rund um die Straße Nan Jie ("Südstraße") in Sanlitun wurde 2005 abgerissen, um einer neuen Shopping-Mall, dem Sanlitun Village und anderen Hochhausprojekten Platz zu machen. Trotzdem bleibt die Gegend auch weiterhin ein Zentrum des Nacht- und Vergnügungslebens von Peking.
Vor den Olympischen Spielen in Peking wurde Sanlitun saniert.
Die Gegend von Sanlitun war für den Handel mit Drogen berüchtigt. Später wurden Kameras installiert um den illegalen Drogenhandel und Prostitution zu unterbinden.

## Administrative Gliederung
Das Straßenviertel Sanlitun setzt sich aus sieben Einwohnergemeinschaften zusammen. Diese sind:
- Einwohnergemeinschaft Baijiazhuang Xili (白家庄西里社区);
- Einwohnergemeinschaft Beisanli (北三里社区);
- Einwohnergemeinschaft Dongsanli (东三里社区);
- Einwohnergemeinschaft Xingfu Yicun (幸福一村社区);
- Einwohnergemeinschaft Xingfu Ercun (幸福二村社区);
- Einwohnergemeinschaft Zhongfangli (中纺里社区);
- Einwohnergemeinschaft Zhongsanli (中三里社区).

## Entwicklung
Vor 1949 befand sich das Diplomatenviertel in der Innenstadt von Peking. Nach der Gründung der Volksrepublik China wollte die Regierung dieses außerhalb der Innenstadt haben. Der Ort Sanlitun wurde gewählt. Der Name bedeutet, dass der Ort 3 Li (san li, 三里) vom Dongzhimen-Tor entfernt ist – tun (屯) bedeutet Weiler, kleines Dorf.